# Алано Скало (Пескара)
Алано Скало (итал. Alanno Scalo) је насеље у Италији у округу Пескара, региону Абруцо.
Према процени из 2011. у насељу је живело 360 становника. Насеље се налази на надморској висини од 84 м.